# Anfitrione
Anfitrione (in greco antico: Ἀμφιτρύων?, Amphitrýōn), personaggio della mitologia greca, era il figlio di Alceo, re di Tirinto (in Argolide) e nipote di Perseo, sposò Alcmena figlia di Elettrione, il quale era anche suo zio. È anche il protagonista della commedia di Plauto Anfitrione.

## Mitologia
Elettrione, re di Micene, aveva subito una grave sconfitta e devastazione ad opera dell'esercito di Pterelao, in quanto ne rivendicava il trono. Durante l'assedio, tutto il bestiame fu rubato e gli otto figli di Elettrione uccisi.
Per recuperare il bestiame e vendicare i figli, Elettrione ricompose un esercito e affidò il governo del regno ad Anfitrione fino al suo ritorno. Come ricompensa gli prometteva la figlia, Alcmena, in sposa.
Mentre Elettrione si trovava a combattere, il re dell'Elide Pterelao pare, secondo una versione, abbia mandato un messaggero a Micene per una trattativa: la fine dei combattimenti, la restituzione del bestiame rubato e il tutto dietro pagamento di una somma di denaro.
Anfitrione, credendo di fare cosa opportuna accettò pagando il riscatto, ma al ritorno di Elettrione la trattativa condotta fu ritenuta di complicità con i presunti ambasciatori. Ne seguì una lite fra il re e il reggente in cui Anfitrione uccise accidentalmente Elettrione. Stenelo, fratello di Elettrione e zio di Alcmena, intervenne nella vicenda, prese possesso di Micene, e condannò Anfitrione all'esilio. Alcmena lo seguì e i due giunsero a Tebe, dove ebbero asilo presso il re Creonte che lo prosciolse dall'accusa.
Alcmena rifiutò di sposarlo, finché Anfitrione non avesse vendicato i suoi fratelli e riconquistato il regno del padre. Creonte promise di fornirgli l'aiuto necessario a patto, però, che Anfitrione si impegnasse a liberare il paese dalla volpe di Teumesso, un animale semidivino dotato di forte velocità, e quindi di difficile cattura, ma anche di grande cupidigia umana, tanto che i Tebani immolavano ogni mese un fanciullo, affinché la volpe non si rivolgesse verso gli altri.
Anfitrione accettò ricordandosi di un amico Cefalo, un giovane ateniese che possedeva un cane straordinario, a cui nessun animale sfuggiva, Lelapo. Cefalo, prima di accettare chiese consiglio a Zeus che risolse la caccia trasformando i due animali, la volpe e il cane in due statue.
Anfitrione ottenne così il suo esercito e partì per riconquistare il suo regno. Anfitrione poté così vendicare il padre di Alcmena, ma se riuscì a sconfiggere Pterelao lo dovette all'aiuto della figlia di questi, Cometo. Infatti i Tafi rimasero invincibili finché Cometo, figlia del re Pterelao, innamorata di Anfitrione, non tagliò la chioma dorata del padre che lo rendeva immortale. Dopo la sconfitta del nemico, Anfitrione condannò a morte Cometo ed assegnò il Regno di Tafo a Cefalo.
Intanto durante l'assenza di Anfitrione il volubile Zeus, sotto le sembianze del marito, ebbe un lungo rapporto amoroso con Alcmena e la mise incinta. Dopo la guerra anche Anfitrione che, si riteneva di aver mantenuto le promesse, sposò Alcmena. La donna rimase incinta per la seconda volta. Quando partorì inverosimilmente, o per volere di Zeus che voleva nascondere ad Era questo ennesimo tradimento, diede alla luce due gemelli, Ificle generato da Anfitrione, ed Eracle da Zeus.

Anfitrione cadde in battaglia contro i Miniani, contro i quali aveva intrapreso una spedizione, accompagnato dal giovane Eracle, per liberare Tebe da un vergognoso tributo. Secondo Euripide (Eracle furente) egli sopravvisse a questa spedizione ed assistette all'assassinio della nuora e dei nipoti compiuto da Eracle, vittima di follia.